# Jezioro Trawickie
Jezioro Trawickie (Trawice, Trawiki) – przepływowe śródleśne jezioro rynnowe na Równinie Charzykowskiej, na południowy zachód od wsi Szklana Huta (gmina Lipusz, powiat kościerski, województwo pomorskie) składające się z dwóch wąskich części położonych w jednej rynnie. Powierzchnia całkowita jeziora wynosi 13,74 ha.